# Товтивил
Товтиви́л (убит в 1264) — литовский князь, племянник Миндовга (вероятно, сын его старшего брата Довспрунка). Князь полоцкий (с 1262 года).

## Этимология имени
Имя Товтивил состоит из двух частей: происхождение первой части («племя», «народ») следует искать в пра-и.е. teuta, touta, а второй («воля») — в др.-сканд. villa и прагерм. wille.

## Биография
В 1248 году Миндовг послал Товтивила, его брата Эдивида и его дядю по материнской линии — жемайтского князя Викинта — на завоевание Смоленска, обещав передать им завоёванные земли. Этот поход завершился в 1249 году. В битве на Протве князьям удалось разбить войско великого князя владимирского Михаила Хоробрита, погибшего в этой битве. Однако в следующем сражении у Зубцова князья потерпели поражение от Святослава Всеволодовича и вынуждены были вернуться в Литву.
Узнав о неудаче похода, Миндовг захватил земли князей и попытался организовать их убийство. Товтивил и его родственники были вынуждены бежать к галицкому князю Даниилу Романовичу, мужу сестры Товтивила. Вскоре противники Миндовга образовали сильную коалицию, состоявшую из жемайтов, ливонских рыцарей и войск волынского князя Василько Романовича. В 1250 году, во время похода Даниила и ливонцев на Миндовга, Товтивил отправился в Ригу, где был крещён рижским архиепископом под именем Готлиба. Фактически он был объявлен немецким ставленником. Миндовг попытался договориться с магистром Ливонского ордена Андреасом Штирландом об устранении Товтивила, однако переговоры успеха не принесли.
Борьба с Миндовгом не принесла решительного успеха, кроме того вскоре Миндовг сумел договориться с Ливонским орденом о союзе на условиях принятия им католичества и передачи Ордену некоторых земель. В свою очередь крестоносцы обязались прекратить боевые действия и короновать Миндовга. В 1252 году Товтивил с оставшимися союзниками предпринял новый поход на земли Миндовга. В результате неудачной осады Воруты, ему самому пришлось обороняться в замке Тверимет своего дяди Викинта. Через некоторое время, после смерти Викинта, Товтивил вернулся в Галич. В 1253 году он участвовал в походе Даниила на Чехию.
В следующем году произошло примирение Миндовга с Даниилом Галицким и, вероятно, Товтивилом. Примирение дошло до того, что в 1258—1259 годах во время татарского похода на Литву Товтивил воевал вместе с сыном Миндовга Войшелком против Даниила, выступавшего в качестве союзника татар. Под 1262 годом в походе на Дерпт Товтивил упоминается как полоцкий князь, хотя, возможно, был им уже в 1258 году.
Вероятно, Товтивил был участником заговора против Миндовга, приведшего к его убийству в 1263 году. Новым великим князем литовским стал двоюродный брат Товтивила Тройнат. Поскольку оба они были ближайшими родственниками Миндовга, между князьями началась борьба за власть, завершившаяся поражением и убийством Товтивила в 1264 году или, по мнению некоторых исследователей, в конце 1263 года.
По мнению некоторых исследователей, например В. Т. Пашуто, у князя Товтивила был сын Константин, князь витебский и/или полоцкий, он же, возможно, участник похода 1262 года на Юрьев против Ливонского ордена. При этом А. В. Кузьмин отмечает, что имя сына Товтивила — Юрий, упоминаемое в Ростовском соборном синодике, опровергает данную гипотезу. Не исключено, что Товтовил мог иметь несколько сыновей, но источники прямо называют только одного.